# Orzotto

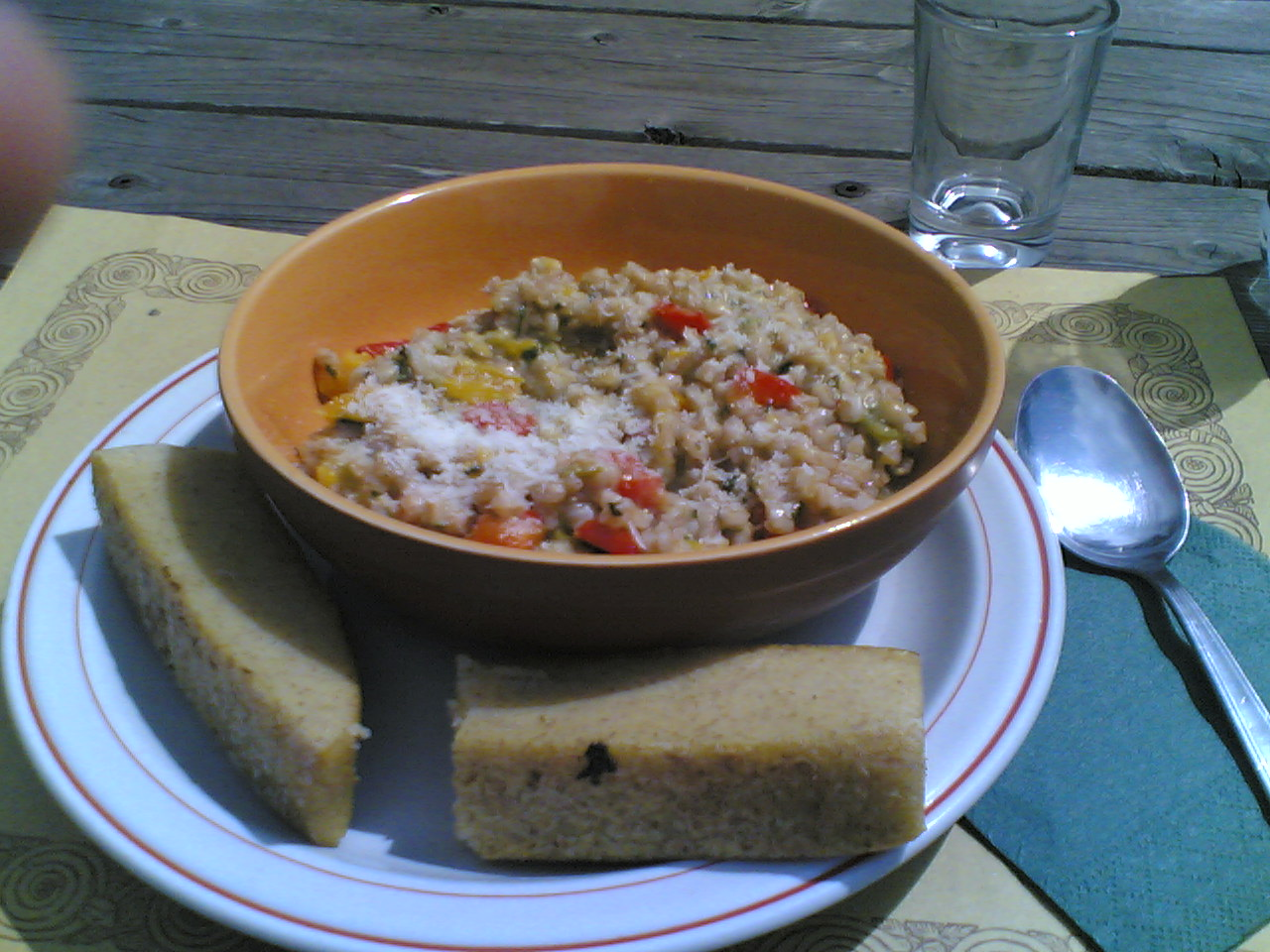
Orzotto.

L'orzotto est une spécialité culinaire italienne similaire au risotto mais réalisé avec de l'orge perlé au lieu du riz. Les orzotti sont une spécialité de Frioul-Vénétie Julienne, dans le nord-est de l'Italie.